# Diproctacanthus xanthurus
Diproctacanthus xanthurus là loài cá biển duy nhất thuộc chi Diproctacanthus trong họ Cá bàng chài. Loài cá này được mô tả lần đầu tiên vào năm 1856.

## Từ nguyên
Từ định danh của chi, diproctacanthus, bắt nguồn từ trong tiếng Hy Lạp (di: "hai" + procto: "hậu môn" + acanthus:"gai, ngạnh"), tạm dịch: "hai gai ở vùng hậu môn", hàm ý đề cập đến hai gai ở vây hậu môn của loài cá này.
Từ định danh của loài, xanthurus, trong tiếng Latinh có nghĩa là "đuôi màu vàng", hàm ý đề cập đến vây đuôi màu vàng tươi của cá thể trưởng thành.

## Phạm vi phân bố và môi trường sống
D. xanthurus có phạm vi phân bố tập trung chủ yếu ở Tây Thái Bình Dương, thưa thớt hơn ở Ấn Độ Dương. Loài cá này được tìm thấy ở hầu hết vùng biển các nước Đông Nam Á (trừ Biển Đông); trải dài về phía đông đến Papua New Guinea, quần đảo Solomon và Vanuatu; phía nam đến New Caledonia, biển Timor và rạn san hô Great Barrier; phía bắc đến Palau.
D. xanthurus sinh sống gần những rạn san hô ở độ sâu đến ít nhất là 25 m.

## Mô tả
Chiều dài cơ thể tối đa được ghi nhận ở D. xanthurus là 10 cm. Cơ thể thuôn dài. Mắt đỏ. Cá thể trưởng thành có màu trắng với một dải sọc đen nổi bật từ mõm băng qua mắt, kéo dài đến cuống đuôi; ngoài ra còn một sọc đen khác chạy dọc theo lưng. Vây đuôi bo tròn, có màu vàng tươi. Bụng hơi ánh màu vàng. Cá con có thêm một sọc đen ở thân dưới, và đuôi lại có màu đen. Dải sọc đen này mờ dần và tiêu biến khi chúng trưởng thành, và đuôi cũng chuyển sang màu vàng.
D. xanthurus có môi dày thịt, tạo thành một ống ngắn khi ngậm miệng.
Số gai ở vây lưng: 9; Số tia vây ở vây lưng: 9 - 10; Số gai ở vây hậu môn: 2; Số tia vây ở vây hậu môn: 9 - 11.

## Sinh thái và hành vi
D. xanthurus thường bơi theo những nhóm nhỏ. Cá trưởng thành ăn các polyp san hô, trong khi cá con (dài khoảng 3,5 – 5 cm) đóng vai trò là cá dọn vệ sinh: chúng ăn ký sinh bám trên cơ thể các loài cá khác.

## Đánh bắt
D. xanthurus được thu thập bởi giới buôn bán cá cảnh.